# Yushania pachyclada
Yushania pachyclada är en gräsart som beskrevs av Tong Pei Yi. Yushania pachyclada ingår i släktet yushanior, och familjen gräs. Inga underarter finns listade i Catalogue of Life.